# Kern (Archäologie)

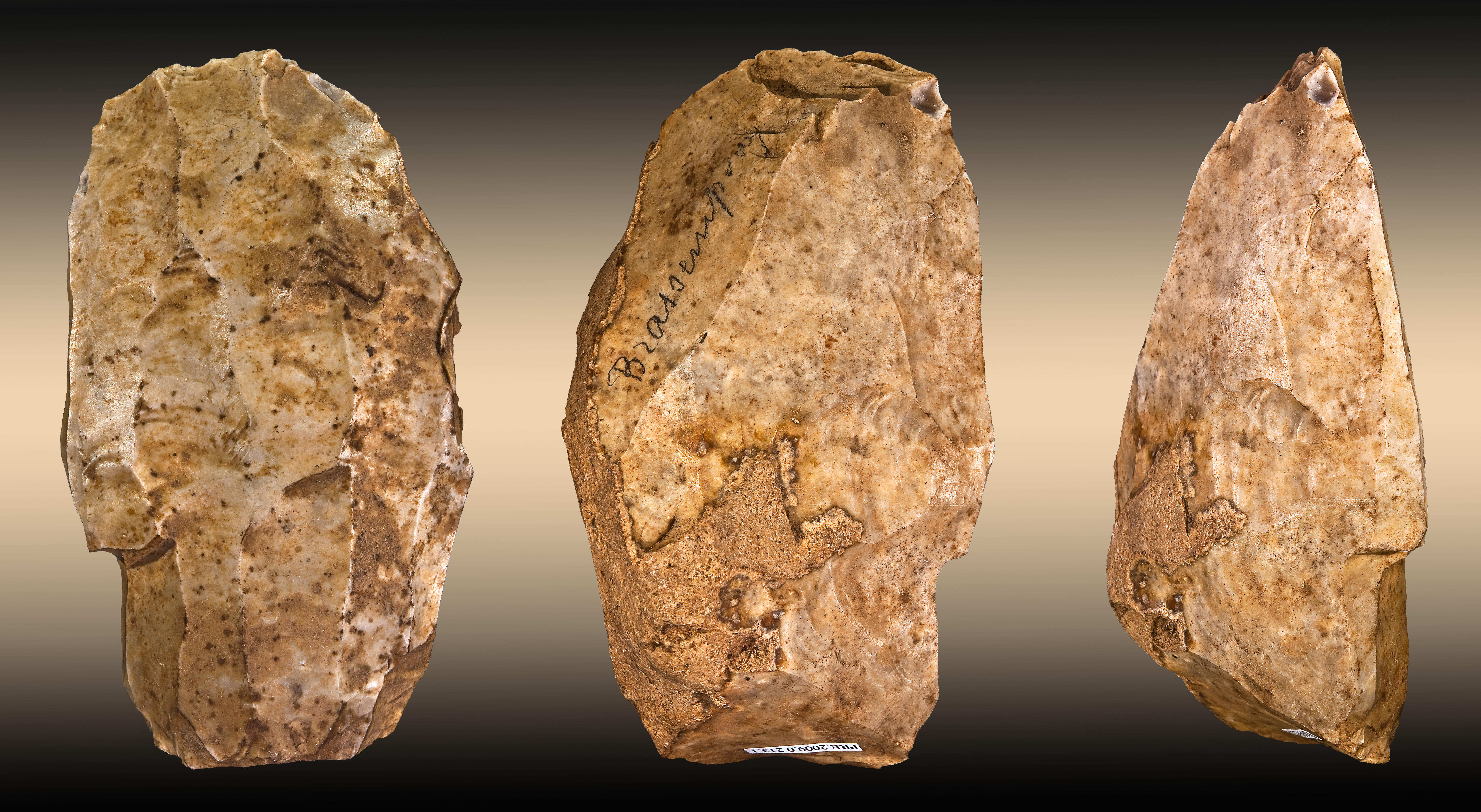
Kern

Der Kern ist das Ausgangsstück (präpariertes Rohstück) zur Herstellung abgeschlagener Steinartefakte während der Steinzeit und jüngeren Perioden der Vorgeschichte (bei indigenen Völkern Nord- und Mittelamerikas bis in die frühe Neuzeit).
Das Rohstück besteht aus amorphem oder kryptokristallinem Gestein (Chalzedon, Feuerstein, Jaspis, Kieselschiefer, Muschelkalk, Quarz, Quarzit, Bergkristall, Rhyolith, Obsidian u. a.), wodurch ein meist muscheliger Bruch (Sprödbruch) mit typischen Schlagmerkmalen entsteht.
Gestein, von dem mindestens ein Abschlag im Sprödbruch abgetrennt wurde, ist somit ein Kern. Typisches Merkmal ist die konkave Fläche (Negativ), die nach der Abspaltung entsteht. Planmäßig angelegte Kerne weisen mindestens eine Schlagfläche auf, das heißt die Fläche, auf die der Schlagstein oder Schlegel (aus Geweih, Knochen oder Elfenbein) aufprallt oder der Punch (Zwischenstück aus Geweih, Holz oder Elfenbein) aufgesetzt wird. Während ein Abschlagkern zu diesem Zweck ohne Anlage einer Schlagfläche angeschlagen werden kann, ist bei einem Klingenkern zur Kontrolle der Klingenabtrennung stets die Anlage einer Schlagfläche und eines Leitgrates erforderlich.
Bei Retuschierung des Kerns wird dieser zu einem Kerngerät, wobei dieses entweder gezielt hergestellt worden sein kann (zum Beispiel Faustkeil oder Blattspitze), in anderen Fällen nur ein Sekundärprodukt darstellt (beispielsweise ein Klingenkern, der als Kielkratzer genutzt wird).